# ディエンビエンフーの戦い

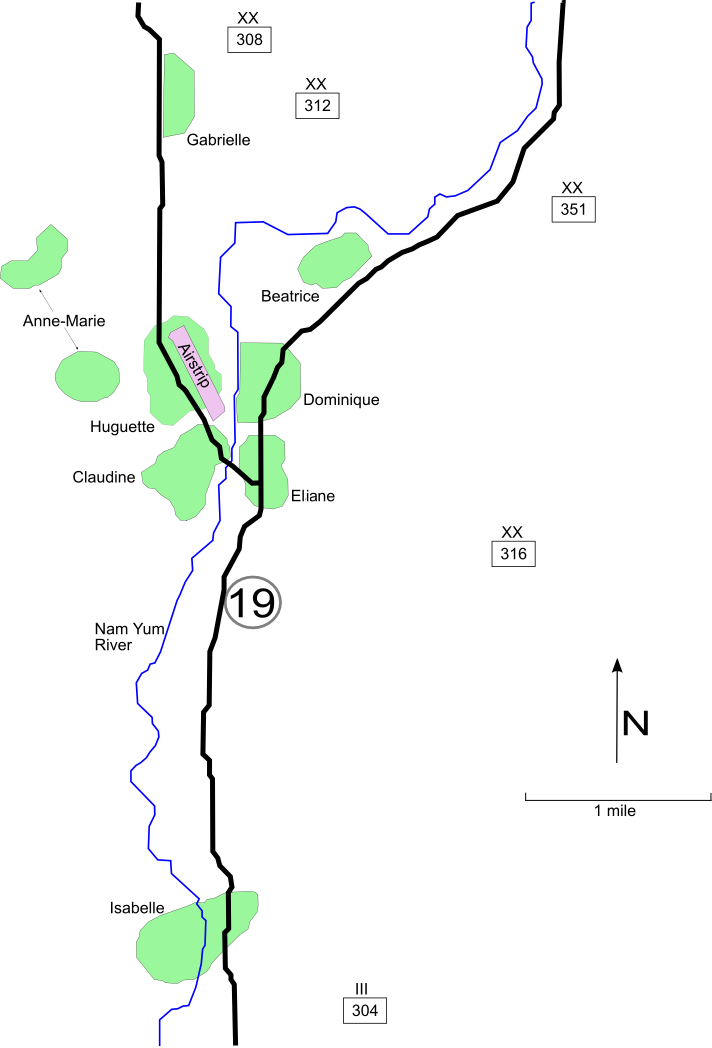
1954年3月開戦時のディエンビエンフー。緑の部分はフランス軍が盆地の中の丘の上に造った陣地（全て女性名）。うち最南部のイザベル陣地は危険なまでに他陣地から離れている。対するベトミン軍は5個師団を、盆地を見下ろす北部及び東部の山頂に配置した。

ディエンビエンフーの戦い（ディエンビエンフーのたたかい、ベトナム語: Chiến dịch Điện Biên Phủ IPA: [t͡ɕjěn zîk̚ ɗîənˀ ɓīən fû], 漢字：戰役奠邊府, フランス語: Bataille de Diên Biên Phu 発音: [bataj də djɛ̃ bjɛ̃ fy]）は、1954年3月から5月にかけてフランス領インドシナ北西部のディエンビエンフー（ベトナム語: Điện Biên Phủ, 漢字：奠邊府）で起こった、第一次インドシナ戦争中最大の戦闘。フランスからの独立とベトナム民主共和国建国を宣言していたベトミンの軍隊（ベトナム人民軍）が、フランス外人部隊などフランス軍を破り、インドシナからの撤退に追い込んだ。両軍合わせて約1万人の戦死者を出した。

## 概要

### フランス軍の作戦計画と空挺降下
フランスは、第二次世界大戦における日本の降伏を受けてインドシナ半島の植民地支配を再開したものの、激しい独立運動に直面。1953年11月において、フランス軍はもはや紅河デルタ地帯など限られた地域を確保するのみで、劣勢は覆しがたくなっていた。しかし一方で、ベトミン軍も広域に展開することを余儀なくされ、兵站上の負担が大きくなっているものとみられていた。後方支援能力に関してはフランス軍が優位であるとみられていたことから、ベトミン正規軍主力を遠隔地に逐次誘引して撃滅することが計画された。この計画における適地として、北西部山岳地帯とラオス平原地帯が選ばれた。
この計画立案過程で注目されたのが、北西部に位置するディエンビエンフーであった。ここには、旧日本軍が設営した飛行場跡があり、空挺部隊の派遣と空輸による補給が可能で、また紅河デルタ地帯の中心都市ハノイからの作戦航空機の往復路としては限界点でもあった。このことから、まずディエンビエンフーを確保してこれを補給・航空基地とした上でラオス北部のルアンパバーン郡に進出してここに防御基地を設営することが計画された。ディエンビエンフー一帯はインドシナ半島北部有数の穀倉地帯であり、これを確保することで南部の穀倉地帯である紅河デルタに対するベトミン軍の圧力が分散することが期待されたことから、同市が補給・航空基地と防御基地を兼ねることとされた。トンキン軍管区司令官ルネ・コニー少将は、この計画を冒険的であるとして反対したが却下された。
この計画の成算は、以下のような根拠に基づいていた。
1. 地形と火力面の優位: 
ディエンビエンフーは盆地地形であり、稜線内に関しては火制できると期待された。また盆地の大きさを考慮すると、迫撃砲や無反動砲程度では稜線外から盆地中央部を攻撃することは困難であった。なお、ベトミン軍は輸送手段が限定されているために、これ以上の重火器を投入することは困難であると判断されていた。
2. 兵站面の優位: 
ベトミン軍は補給能力が貧弱であり、根拠地から離れたディエンビエンフー周辺に大部隊を展開・維持することは困難が予測された。これに対し、フランス軍は航空輸送により補給路を確保しうると期待できた。

上記根拠からディエンビエンフーの占領を目的としたエアボーン作戦として、カストール作戦が立案された。ベトミン軍第316師団が北西部に移動していることが判明したことから、機先を制するために作戦の発動は繰り上げられ、1953年11月20日、3個空挺大隊が2回に分けて降下した。
21日にはさらに3個大隊が降下。25日には滑走路の再整備が完了し、要塞の構築も進められ、アンリ・ナヴァール将軍指揮下の精鋭外人部隊など、歩兵17個大隊、砲兵3個大隊、1万6千にも及ぶ兵力が投入された。司令官にはクリスティアン・ド・カストリ (Christian de Castries) 大佐が補職された。これらの部隊には分解・空輸された10両のM24軽戦車も含まれていた。

### ベトミン軍の対応と包囲戦

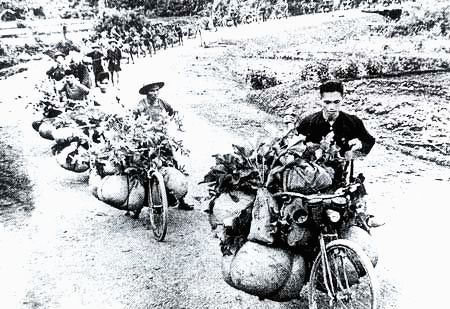
自転車輸送隊。戦役中に動員された2万台の自転車によって、物資の80％が輸送された。

ベトミン軍は当時、ディエンビエンフーに第148独立歩兵連隊を駐屯させていた。同連隊は精鋭として知られていたものの、カストール作戦当日に4個大隊中3個が同地を離れていたため、積極的な戦闘を行えなかった。
しかし、ベトミン軍を率いるヴォー・グエン・ザップ（武元甲）はフランス軍の攻撃を予期しており、ただちに対応行動を開始した。ザップは状況を検討し、適切な圧力を加えることで、フランス軍はライチャウ省を放棄し、ディエンビエンフーにおいて会戦を試みるであろうとの結論に達した。この観測に基づき、11月24日、第148独立歩兵連隊および第316師団はライチャウを、第308、312、351師団はディエンビエンフーを攻撃するよう命令を受けた。
ライチャウにおける攻撃は11月末から開始されたが、第316師団の到着は、トンキン軍管区司令官ルネ・コニー少将に対し、同地の放棄を決心させる決定的な根拠となった。12月9日、フランス軍守備隊は同地から撤退してディエンビエンフーを目指したが、その途上においてベトミン軍の大規模な攻撃を受けて壊乱し、2,100名中、ディエンビエンフーに到着できたのはわずか185名のみであった。
一方、ディエンビエンフーにおいては徐々に包囲網が形成されており、12月末、偵察中の第1外人落下傘大隊 (1st BEP) が初めてベトミン軍の待ち伏せ攻撃に遭遇した。以後、交戦の頻度が増加し、12月28日には状況視察中であった参謀長が砲火を集中されて戦死するに至った。ベトミン軍はソビエト連邦（ソ連）と中華人民共和国から大量の武器・弾薬の援助を受け、昼夜兼行の人海戦術で大砲、ロケット砲、対空砲を山頂に引き上げて要塞を見下ろす位置に設置し、密かに要塞を包囲していった。また、各師団は主として夜間の徒歩行軍で集結しつつあり、総攻撃までに歩兵27個大隊、105mm砲20門、75mm砲18門（攻撃中に増勢されて最終的に80門となる）、12.7mm対空機銃100丁、迫撃砲多数が集結した。攻撃に参加したのは総兵力7万名で5個師団、補給物資も多量に集積され、その備蓄は105mm砲弾だけでも15,000発に達していた。
供与された武器の中には、接収した大日本帝国陸軍の山砲も含まれており、活用されたといわれる。補給には自転車が活用され、一台あたり最大300キログラムに達する貨物を輸送した。また山中機動においては重火器類も分解され、人力担送された。
1954年1月31日からベトミン軍による散発的な砲撃が開始された。陣地は巧みに秘匿されており、射撃位置を発見することは極めて困難であった。また、フランス軍はほぼ全周において敵陣地と接触し、今やディエンビエンフー市が包囲されていることが明らかとなった。本格的な攻撃は3月13日から開始され、以後56日間にわたって包囲戦を展開した。
ディエンビエンフー中心より北東方のベアトリス (Beatrice) 陣地、続いて最北方のガブリエラ (Gabrielle) 陣地がそれぞれ夜間攻撃を受けて陥落。フランス側は反攻を組織し、戦車小隊を含む部隊をそれぞれ送ったが、奪回はならなかった。

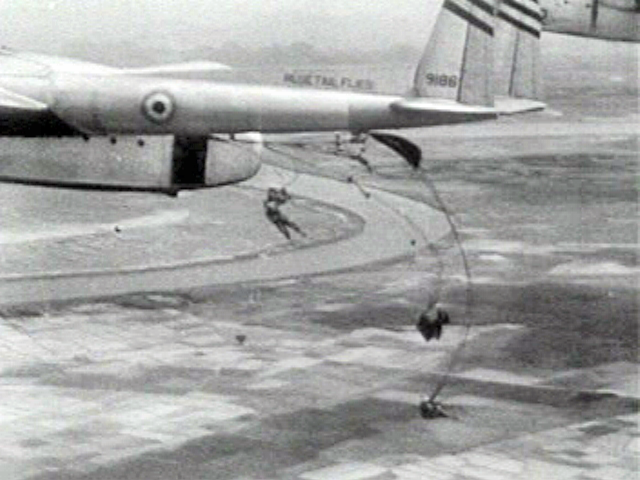
降下するフランス兵

続いて、ベトナム側は塹壕をフランス側陣地の周囲に巡らし、最南方のイザベル (Isabelle) 陣地とディエンビエンフー本体との間の交通を遮断した。この頃には北西方のアンヌ＝マリー (Anne-Marie) 陣地からはフランス軍のベトナム人兵士の脱走が相次ぎ、フランス側は止むをえず拠点を放棄して後退。その後はディエンビエンフー本体を見下ろす東側丘陵でもベトナム側が優位に戦いを進めた。フランス側では滑走路が破壊されていたため、物資の補給を空中投下に依存していたが、ベトナム側の対空砲火や天候不順のためなかなか届かない状況で、次第に後退を重ねていった。
過少な投入兵力に悩むフランス軍は、低地に小さく全周陣地を造ったことから雨季には腰まで泥水につかる劣悪な環境に陥ったが、懸命に陣地構築に努めた。しかし、各陣地は決戦に備えて大量に養成されていた人民軍正規部隊の擲弾兵による突撃と機関銃掃射に晒された。また、滑走路の破壊と喪失に伴う物資の途絶にも悩まされ、植民地出身兵士の多くが戦意を喪失し、5月7日に要塞は陥落した。
2万人強のフランス軍部隊のうち、少なくとも2,200人が戦死し、1万人以上が捕虜となった。10万人以上とみられる人民軍のうち、8,000人が戦死し、1万5,000人が負傷した。

### 和平会談への影響
この一戦はジュネーヴ和平会談の行方に大きく影響を与え、7月21日のジュネーヴ協定締結とインドシナ半島からのフランスの全面撤退へとつながった。
代わってアメリカ合衆国がベトナムへの介入を本格化させ、ジュネーヴ協定では北緯17度線以南を、アメリカの支援を受けるベトナム国（のちのベトナム共和国）が統治することになった。この南北分断がベトナム戦争に発展し、サイゴン陥落（1975年）を経てベトナムが統一されるには更に20年以上を要した。

## 戦闘序列

### ベトナム人民軍
| 部隊                                                                       | 指揮官                                             | 配下部隊                                                                            | 装備                                              | 備考                                         |
| -------------------------------------------------------------------------- | -------------------------------------------------- | ----------------------------------------------------------------------------------- | ------------------------------------------------- | -------------------------------------------- |
| 第304歩兵師団（欠） 名号: Vinh Quang 密名: vi:Nam Định                     | 政治委員 vi:Lê Chưởng 師団参謀 vi:Nam Long         | 第9歩兵連隊 第57歩兵連隊                                                            |                                                   |                                              |
| 第9歩兵連隊                                                                | vi:Trần Thanh Tú                                   | 第353大隊 第375大隊 第400大隊                                                       |                                                   | 第3期から増援                                |
| 第57歩兵連隊                                                               | vi:Nguyễn Cận                                      | 第265大隊 第346大隊 第418大隊                                                       |                                                   |                                              |
| 第308歩兵師団 称号: Quân Tiên Phong 秘匿名: vi:Việt Bắc                    | 大佐 vi:Vương Thừa Vũ 政治委員ソン・ハオ           | 第36歩兵連隊 第88歩兵連隊 第102歩兵連隊                                             |                                                   |                                              |
| 第36歩兵連隊 名号: Bắc Bắc 密名: vi:Sa Pa                                  | Phạm Hồng Sơn                                      | 第80大隊 第84大隊 第89大隊                                                          |                                                   |                                              |
| 第88歩兵連隊 名号: vi:Tu Vũ 密名: vi:Tam Đảo                               | vi:Nam Hà                                          | 第23大隊 第29大隊 第322大隊                                                         |                                                   |                                              |
| 第102歩兵連隊 （vi:Trung đoàn Thủ Đô） 称号: Thủ đô 秘匿名: vi:Ba Vì       | vi:Nguyễn Hùng Sinh                                | 第18大隊 第54大隊 第79大隊                                                          |                                                   |                                              |
| 第312歩兵師団 称号: Chiến Thắng 秘匿名: vi:Bến Tre                         | 大佐レ・チョン・タン 政治委員チャン・ドー          | 第141歩兵連隊 第165歩兵連隊 第209歩兵連隊                                           |                                                   |                                              |
| 第141歩兵連隊 称号: 秘匿名:                                                | vi:Quang Tuyến                                     | 第11大隊 第16大隊 第428大隊                                                         |                                                   |                                              |
| 第165歩兵連隊 称号: Lao Hà Yên, Thành đồng biên giới 秘匿名: vi:Đông Triều | vi:Lê Thuỳ                                         | 第115大隊 第542大隊 第564大隊                                                       |                                                   |                                              |
| 第209歩兵連隊 称号: vi:Sông Lô 秘匿名:                                     | Hoàng Cầm                                          | 第130大隊 第154大隊 第166大隊                                                       |                                                   |                                              |
| 第316歩兵師団 称号: 秘匿名: vi:Biên Hòa                                    | 大佐レ・クアン・バ 政治委員チュー・フイ・マン      | 第98歩兵連隊 第174歩兵連隊 第176歩兵連隊                                            |                                                   |                                              |
| 第98歩兵連隊 称号: 秘匿名:                                                 | vi:Vũ Lăng                                         | 第215大隊 第439大隊 第938大隊                                                       |                                                   |                                              |
| 第174歩兵連隊 称号: Cao Bắc Lạng 秘匿名: vi:Sóc Trăng                      | vi:Nguyễn Hữu An                                   | 第249大隊 第251大隊 第255大隊                                                       |                                                   |                                              |
| 第176歩兵連隊 称号: 秘匿名:                                                |                                                    | 第888大隊 第910大隊 第999大隊                                                       |                                                   | 第888大隊は第2期から投入 残りは第3期から投入 |
| 第351工砲師団 称号: 秘匿名: vi:Long Châu                                   | 兼司令 vi:Đào Văn Trường 政治委員 vi:Phạm Ngọc Mậu | 第45砲兵連隊 第675砲兵連隊 第237砲兵連隊 第83迫撃砲大隊 第367高射連隊 第151工兵連隊 |                                                   |                                              |
| 第45砲兵連隊 称号: Tất Thắng 秘匿名:                                       | vi:Nguyễn Hữu Mỹ                                   | 第632大隊 第954大隊                                                                 | 105mm榴弾砲 x 24                                  |                                              |
| 第675砲兵連隊 称号: Anh Dũng 秘匿名:                                       | vi:Doãn Tuế                                        | 第175大隊 第275大隊                                                                 | 75mm山砲 x 20                                     |                                              |
| 第237砲兵連隊 称号: 秘匿名:                                                |                                                    | 第413迫撃砲大隊 H6ロケット砲大隊 DKZ 75mm大隊                                       | 82mm迫撃砲 x 54 H6 75mm無反動砲 x 12 DKZ 75mm x ? | 第413大隊は第1期から投入 残りは第3期から投入 |
| 第83迫撃砲大隊 称号: 秘匿名:                                               |                                                    |                                                                                     | 120mm迫撃砲 x 20                                  |                                              |
| 第367高射連隊（欠） 称号: 秘匿名:                                          | vi:Lê Văn Tri                                      | 2個37mm高射大隊                                                                     | 37mm高射砲 x 24                                   | ＋1個大隊                                    |
| 第151工兵連隊 称号: 秘匿名                                                 | vi:Phạm Hoàng                                      | 4個工兵大隊                                                                         |                                                   |                                              |

注意：第1期は3月13日 - 4月17日、第2期は3月30日 - 4月26日、第3期は5月1日 - 5月7日の期間。

### フランス連合軍
| 部隊グループ                                                       | 指揮官                                              | 主要な配下部隊 | 装備                                                                                      | 備考 |
| ------------------------------------------------------------------ | --------------------------------------------------- | --- | ----------------------------------------------------------------------------------------- | --- |
| 北地区 （陣地：Anne-Marie, Gabrielle）                             | 中佐アンドレ・トランカール                          | |                                                                                           | |
| 中央地区 （陣地：Béatrice, Claudine, Dominique, Éliane, Huguette） | 中佐ジュール・ゴシェ （のちに中佐レムニエ）         | 機動グループ9 第13外人准旅団 第1大隊・第3大隊 第2外人歩兵連隊 第1大隊 第3アルジェリア狙撃兵連隊 第3大隊                            |                                                                                           | 1954年3月13日のベトナム人民軍の砲撃でゴシェ中佐は戦死。                                                                |
| 南地区 （陣地：Isabelle）                                          | 中佐アンドレ・ラランド                              | 機動グループ6 第3外人歩兵連隊 第3大隊 第1アルジェリア狙撃兵連隊 第2大隊 第7アルジェリア狙撃兵連隊 第5大隊                          |                                                                                           | |
| 第2空挺グループ                                                    | 中佐ピエール・ラングレ                              | 第1外人落下傘連隊 第8強襲落下傘連隊 第5ベトナム落下傘連隊                                                                          |                                                                                           | |
| 砲兵                                                               | 大佐シャルル・ピロト （のちに中佐ギィ・ヴァイヤン） | |                                                                                           | ピロト大佐は1954年3月15日から16日にかけた夜に手榴弾で自決。 同20日、ロバン中佐の補佐を受けたヴァイヤン中佐が指揮継承。 |
| Aグループ                                                          | 少佐アリウー                                        | 第10植民地砲兵連隊 第3大隊 第1外人落下傘迫撃砲中隊 第5外人歩兵連隊 第2外人混成迫撃砲中隊                                           | M2A1 105ミリ榴弾砲 × 12 120ミリ迫撃砲 × 12 120ミリ迫撃砲 × 8                              | |
| Bグループ                                                          | 少佐ギィ・クネシュ                                  | 第4植民地砲兵連隊 第2大隊 第4植民地砲兵連隊 第4グループ 第11砲台 第1極東植民地対空砲グループ 第3外人歩兵連隊 第1外人混成迫撃砲中隊 | M2A1 105ミリ榴弾砲 × 12 M114 155ミリ榴弾砲 × 4 12.7ミリ四連装機関銃 × 4 120ミリ迫撃砲 × 8 | |

## ベトナムにおける戦勝記念日と70周年式典
ベトミンの流れを汲む現代のベトナム共産党政府は毎年5月7日を戦勝記念日としている。2024年5月7日には70周年式典が開かれ、支援・共闘関係にあった中国、ラオス、カンボジアが代表を派遣したほか、フランスからもセバスティアン・ルコルニュ軍事大臣が参加した。

## 映画
- ベトナム（ロシア語版）：1965年 ソビエト連邦 ロマン・カルメン監督
- 愛と戦火の大地：1992年 フランス
- インドシナ激戦史1954 〜要塞ディエン・ビエン〜：2004年 ベトナム